# Wiyot (langue)
Cet article concerne la langue wiyot. Pour le peuple wiyot, voir Wiyots.
Le wiyot (aussi wishosk) était une langue algique parlée par les Wiyots de la Baie de Humboldt en Californie. La langues est éteinte : la dernière personne dont le wiyot était la langue maternelle, Della Prince, est morte en 1962. Certains Wiyots tentent de faire revivre leur langue.
En ce qui concerne l'étymologie du mot Wiyot (alias Wishosk), la suivante est de Campbell (1997) : « "Wiyot" vient de "wíyat", le nom natif du delta de la rivière Eel, qui fait aussi référence à l'un des trois principaux groupes de Wiyots. »

## Phonologie
Les consonnes wiyotes tel qu'elles sont présentés par le Conathan Practical Orthography :
|           |          | Bilabiale | Alvéolaire | Alvéolaire | Post-alvéolaire ou palatale | Vélaire | Vélaire | Glottale |
| Centrale  | Latérale | Bilabiale | Plane      | Labialisée | Post-alvéolaire ou palatale |         |         | Glottale |
| --------- | -------- | --------- | ---------- | ---------- | --------------------------- | ------- | ------- | -------- |
| Occlusive | Sourde   | p         | t          |            |                             | k       | kw      | ’        |
| Occlusive | Aspirée  | ph        | th         |            |                             | kh      | khw     |          |
| Affriquée | Sourde   |           | c          |            | č                           |         |         |          |
| Affriquée | Aspirée  |           | ch         |            | čh                          |         |         |          |
| Fricative | Sourde   |           | s          | ł          | š                           |         |         | h        |
| Fricative | Orale    | b         |            |            |                             | g       |         |          |
| Nasale    | Nasale   | m         | n          |            |                             |         |         |          |
| Rhotique  | Rhotique |           | r          |            |                             |         |         |          |
| Spirante  | Spirante |           |            | l          | y                           |         | w       |          |

## Redoublement
Le redoublement n'est pas abondant. Il se trouve dans certains verbes onomatopées, et de temps en temps dans des verbes itératifs, et est parfois utilisé pour indiquer une emphase rhétorique. Il est donc plus un outil de formation de mots qu'un élément grammatical.

## Pronoms
Le pronom est « incorporé ». C'est-à-dire qu'il n'est pas un pronom en soi mais un élément pronominal qui est normalement affixé à un radical. Les pronoms indépendants se trouvent seulement dans les réponses aux questions, ou de façon emphatique, quand ils sont utilisés avec un pronom en affixe.
Les pronoms possessifs sont principalement préfixés, et présentent des similarités avec les pronoms indépendants.
|   | Subjectif | Objectif   | Possessif | Indépendant |
| - | --------- | ---------- | --------- | ----------- |
| 1 |           |            |           | yil         |
| 2 |           | -as        |           | kil         |
| 3 |           | -a         |           | -           |
| 1 | -itak     |            |           |             |
| 2 | -itawa    | -aswa, -wa |           |             |
| 3 |           |            |           |             |